# Myrsine vaccinioides
Myrsine vaccinioides är en viveväxtart som beskrevs av W.L. Wagner, D.R. Herbst och S.H. Sohmer. Myrsine vaccinioides ingår i släktet Myrsine och familjen viveväxter. Inga underarter finns listade i Catalogue of Life.